# Stainburn (North Yorkshire)
Stainburn – osada i civil parish w Anglii, w hrabstwie North Yorkshire, w dystrykcie (unitary authority) North Yorkshire. Leży 36 km na zachód od miasta York i 288 km na północ od Londynu. W 2011 roku civil parish liczyła 267 mieszkańców. Stainburn jest wspomniana w Domesday Book (1086) jako Stainburne/Stanburne.